# Tensión de rotura
Se denomina tensión de rotura a la máxima tensión que un material puede soportar bajo tensión antes de que su sección transversal  se contraiga de manera significativa.
La tensión de rotura se obtiene por lo general realizando un ensayo de tracción y registrando la tensión en función de la deformación (o alargamiento); el punto más elevado de la curva tensión-deformación es la tensión de rotura. Es una propiedad intensiva; por lo tanto su valor no depende del tamaño de la muestra, sino de factores, tales como la preparación, la presencia o no de defectos superficiales, y la temperatura del medioambiente y del material.
Las tensiones de rotura rara vez son consideradas en el diseño de elementos dúctiles, pero sin embargo son muy importantes en el diseño de elementos frágiles. Las mismas se encuentran tabuladas para los materiales más comunes tales como aleaciones, materiales compuestos, cerámicos, plásticos, y madera.
La tensión de rotura es definida como una tensión que se mide en unidades de fuerza por unidad de área. Para algunos materiales no homogéneos se la indica como una fuerza o una fuerza por unidad de espesor. En el sistema internacional, la unidad es el pascal (Pa) (o un múltiplo del mismo, a menudo el megapascal (MPa), utilizando el prefijo Mega); o, equivalente al Pascal, Newton por metro cuadrado (N/m²).

## Conceptos

### Materiales dúctiles

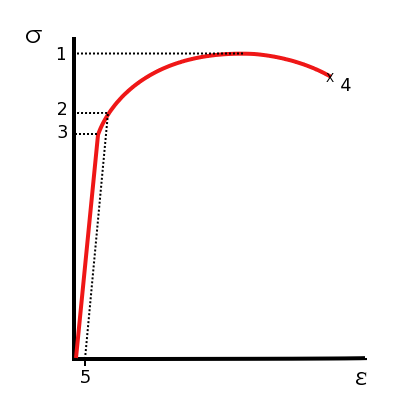
Curva de Tensión vs. Deformación típica del aluminio.
1. Tensión de rotura
2. Límite elástico
3. Límite de proporcionalidad
4. Fractura
5. Deformación en el punto de límite elástico (típica 0.2%)

Curva de Tensión vs. Deformación típica de un acero estructural
1. Tensión de rotura
2. Límite elástico
3. Fractura
4. Región de endurecimiento inducido por deformación
5. Región de necking
A: Tensión de ingeniería
B: Tensión verdadera

Muchos materiales presentan un comportamiento elástico, que se define por la existencia de una relación lineal entre la tensión y la deformación, tal como muestra la figura hasta el punto 2, en el cual las deformaciones se revierten completamente al eliminar la carga o fuerza actuante; esto es que el espécimen cargado por una tensión en la región elástica se estirará, pero tomará su forma y tamaño original cuando se retira la carga. Luego de la región lineal, en los materiales dúctiles, tales como el acero, las deformaciones son plásticas. Un espécimen que se ha deformado en forma plástica no tomará su forma y tamaño original cuando se retira la carga. Es de notar que en este caso se recobrará una parte de la deformación. En muchos usos, es inaceptable la deformación plástica, y por lo tanto se la identifica como un factor que limita al diseño.
Luego del punto de límite elástico, los metales dúctiles presentan una zona de endurecimiento inducido por deformación, en cual la tensión se incrementa ante deformaciones crecientes, y el espécimen comienza a desarrollar un estrechamiento o cuello (necking en inglés), en la cual la sección transversal del espécimen disminuye a causa de un flujo plástico. En un material suficientemente dúctil, cuando el estrechamiento es apreciable, se observa una inversión en la curva de tensión-deformación de ingeniería (curva A); esto se debe a que la tensión de ingeniería se calcula utilizando el área de la sección transversal del espécimen original antes de que se produjera el estrechamiento. El punto de inversión corresponde a la tensión máxima en la curva de tensión-deformación de ingeniería, y la coordenada de tensión de ingeniería en este punto es denominada la tensión última de rotura, mencionada en el punto 1.
La tensión de rotura por lo general no se utiliza en el diseño de componentes estructurales estáticos dúctiles ya que las prácticas de diseño determinan utilizar el límite elástico. Sin embargo si se lo utiliza para control de calidad, ya que es fácil de medir. A veces se lo utiliza para tener una estimación preliminar del tipo de material a partir de una muestra desconocida.

### Materiales frágiles
Los materiales frágiles, tales como el hormigón y la fibra de carbono, se caracterizan por fallar ante deformaciones pequeñas. A menudo fallan cuando aún se encuentran deformándose de manera elástica lineal, y por lo tanto no poseen un límite elástico definido. A causa de que las deformaciones son reducidas, existe una diferencia irrelevante entre la tensión de ingeniería y la tensión real. El ensayo de varios especímenes idénticos produce distintos valores de la tensión de rotura, esto se debe al módulo de Weibull del material frágil.
La tensión de rotura es un parámetro utilizado con frecuencia al diseñar estructuras o piezas frágiles, ya que no existe el límite elástico.

## Valores típicos de la tensión de rotura
| Material                                       | Límite elástico (MPa) | Tensión de rotura (MPa) | Densidad (g/cm³) |
| ---------------------------------------------- | --------------------- | ----------------------- | ---------------- |
| Acero A36                                      | 250                   | 400                     | 7,8              |
| Acero al carbono 1090                          | 250                   | 841                     | 7,58             |
| Piel humana                                    | 15                    | 20                      | 2,2              |
| Titanio 11 (Ti-6Al-2Sn-1.5Zr-1Mo-0.35Bi-0.1Si) | 940                   | 1040                    | 4,5              |
| Acero, API 5L X65                              | 448                   | 531                     | 7,8              |
| Polietileno de alta densidad (HDPE)            | 26-31                 | 31.7                    | 0,95             |
| Polipropileno                                  | 12-43                 | 19.7-80                 | 0,91             |
| Acero inoxidable AISI 302 - Cold-rolled        | 520                   | 860                     | 8,19             |
| Berilio 99.9% Be                               | 345                   | 448                     | 1,84             |
| Aleación de aluminio 2014-T6                   | 414                   | 483                     | 2,8              |
| Aleación de aluminio 6063-T6                   |                       | 248                     | 2,63             |
| Cobre 99,9% Cu                                 | 70                    | 220                     | 8,92             |
| Cuproníquel 10% Ni, 1,6% Fe, 1% Mn, balance Cu | 130                   | 350                     | 8,94             |
| Bronce                                         | 200 +                 | 550                     | 5,3              |
| Tungsteno                                      |                       | 1510                    | 19,25            |
| Vidrio                                         |                       | 33                      | 2,53             |
| Fibra de basalto                               | N/A                   | 4840                    | 2,7              |
| Mármol                                         | N/A                   | 15                      |                  |
| Cemento                                        | N/A                   | 3                       | 2,7              |
| Cabello humano                                 |                       | 380                     |                  |
| Bambú                                          |                       | 350-500                 | 0,4              |
| Seda de araña                                  |                       | 1000                    | 1,3              |
| Seda de gusano de seda                         | 500                   |                         | 1,3              |
| Madera de pino (paralelo al grano)             |                       | 40                      |                  |
| Hueso (costilla)                               | 104-121               | 2                       | 1,6              |
| Nailon, tipo 6/6                               | 45                    | 75                      | 1,15             |
| Adhesivo epoxi                                 | -                     | 12 - 30                 | -                |
| Goma                                           | -                     | 15                      |                  |
| Boro                                           | N/A                   | 3100                    | 2,46             |
| Silicio, monocristalino (m-Si)                 | N/A                   | 7000                    | 2,33             |
| Diamante                                       | N/A                   | 2800                    | 3,5              |
| Grafeno                                        | N/A                   | 130000                  | 1                |
| Nanotubo de carbono                            | N/A                   | 11000-63000             | 0,037-1,34       |

| Elemento       | Módulo de Young (GPa) | Compensación del límite elástico (MPa) | Tensión de rotura (MPa) |
| -------------- | --------------------- | -------------------------------------- | ----------------------- |
| Silicio        | 107                   |                                        | 5000–9000               |
| Tungsteno      | 411                   | 550                                    | 550–620                 |
| Hierro         | 211                   | 80–100                                 | 350                     |
| Titanio        | 120                   | 100–225                                | 240–370                 |
| Cobre          | 130                   | 33                                     | 210                     |
| Tantalio       | 186                   | 180                                    | 200                     |
| Estaño         | 47                    | 9–14                                   | 15–200                  |
| Zinc (wrought) | 105                   |                                        | 110–200                 |
| Níquel         | 170                   | 14–35                                  | 140–195                 |
| Plata          | 83                    |                                        | 170                     |
| Oro            | 79                    |                                        | 100                     |
| Aluminio       | 70                    | 15–20                                  | 40-50                   |
| Plomo          | 16                    |                                        | 12                      |